# Kalkuta nocą
Kalkuta nocą – utwór muzyczny polskiego zespołu 2 plus 1 z 1982 roku.

## Informacje ogólne
Piosenka została wydana na singlu razem z utworem „Obłędu chcę” na stronie B. Obie piosenki były pierwszym zwrotem zespołu 2 plus 1 ku stylistyce nowofalowej. Muzykę do obu utworów napisał Janusz Kruk, a słowa – Andrzej Mogielnicki. Wokal wiodący w obu piosenkach obejmuje Elżbieta Dmoch.
„Kalkuta nocą” była pierwszym odnotowanym numerem jeden na nowo powstałej wówczas Radiowej Liście Przebojów Programu I i spędziła w zestawieniu 7 tygodni. Istnieje także inna wersja tego utworu, zatytułowana „Jak to smakuje?”. Posiada zmieniony tekst, a główny wokal obejmuje w niej Janusz Kruk.

## Lista ścieżek
- Singel 7"[2][3]

A. „Kalkuta nocą” – 4:15
B. „Obłędu chcę” – 2:45

## Pozycje na listach przebojów
| Lista                              | Pozycja |
| ---------------------------------- | ------- |
| Radiowa Lista Przebojów Programu I | 1       |
| Non Stop                           | 10      |